# (36885) 2000 SO159
2000 SO159 (asteroide 36885) é um asteroide da cintura principal. Possui uma excentricidade de 0.10360850 e uma inclinação de 1.40003º.  Este asteroide foi descoberto no dia 27 de setembro de 2000 por Spacewatch em Kitt Peak.